# Almassor
Almassor es una localidad española del municipio de Penelles, perteneciente a la provincia de Lérida, en la comunidad autónoma de Cataluña.

## Toponimia
El nombre del lugar puede encontrarse referido con las grafías Almaso y Almassor.

## Historia
Hacia mediados del siglo XIX, el lugar, por entonces perteneciente al municipio de Ballestá, tenía contabilizada una población de 18 habitantes. La localidad aparece descrita en el segundo volumen del Diccionario geográfico-estadístico-histórico de España y sus posesiones de Ultramar de Pascual Madoz de la siguiente manera:

ALMASO: cas. y térm. rural en la prov. y adm. de rent. de Lérida (5 leg.), part. jud. y oficialato do Balaguer (2), aud. terr. y c. g. de Cataluña (Barcelona 18 1/2), dióc. de Seo de Urgel (17), parr. de Vallvert (1/4) ayunt. de Ballesta: sit. en la parte baja de las llanuras de Urgel, donde le combaten todos los vientos, y su clima si bien húmedo en invierno y muy caloroso en estio, es muy saludable: tiene 5 casas de mediana fáb. y para surtido de los vec. hay una balsa donde se recogen las aguas pluviales únicas que se encuentran en el térm. Confiná este por N. con el de Falcons (1/2 leg.), por E. con el de Fuliola (1), por S. con el de Vallvert (1/4), y por O. con los de Liñola y Ballestá (1); el terreno es enteramente llano, muy fértil y prod. cuando abundan las lluvias, pero estéril en los tiempos de sequia. Los caminos conducen á Lérida, Balaguer, Tárrega y Agramunt y se hallan cubiertos de lodo durante el invierno, y con mucho polvo en el estio, de suerte que están casi intransitables. Cada interesado recibo la correspondencia en la adm. de Balaguer. Carece este suelo de arbolados, de arbustos y aun de plantas, únicamente, prod., trigo, centeno y cebada, pero de muy buena calidad, calculándose la cosecha anual del primer art. en 1,000 cuarteras, en 200 la de centeno, y 800 la de cebada.: pobl. 5 vec.; 18 alm.: contr. con su ayunt.
(Madoz, 1845, p. 76)

En la actualidad pertenece al municipio de Penelles. En 2022 tenía empadronados 9 habitantes.